# Мала Горица (Петриња)
Мала Горица је насељено место у саставу града Петриње, у Сисачко-мославачкој жупанији, Република Хрватска.

## Становништво
На попису становништва 2011. године, Мала Горица је имала 510 становника.

## Попис 1991.
На попису становништва 1991. године, насељено место Мала Горица је имало 427 становника, следећег националног састава:
| Попис 1991.‍  | Попис 1991.‍  | Попис 1991.‍ | Попис 1991.‍ | Попис 1991.‍ |
| ------------ | ------------ | ----------- | ----------- | ----------- |
|              |              |             |             |             |
| Хрвати       | Хрвати       |             | 420         | 98,36%      |
| Југословени  | Југословени  |             | 2           | 0,46%       |
| Македонци    | Македонци    |             | 1           | 0,23%       |
| Срби         | Срби         |             | 1           | 0,23%       |
| Црногорци    | Црногорци    |             | 1           | 0,23%       |
| неопредељени | неопредељени |             | 2           | 0,46%       |
| укупно: 427  |              |             |             |             |